# 军民水库
军民水库位于中华人民共和国江西省上饶市鄱阳县，是一座以灌溉为主、结合防洪、（发电、：2003年已经没有发电作用）养殖等功能的大（二）型水库。位于县治鄱阳镇东北约75公里处:323。1971年8月开始建设，1978年建成。建设时淹没耕地7293亩，迁移人口5244人。原先以它为单位设立的管理局的行政划分也已经在2004年以前被撤销。